# 霍多爾基夫齊
49°34′46″N 24°16′58″E / 49.57944°N 24.28278°E

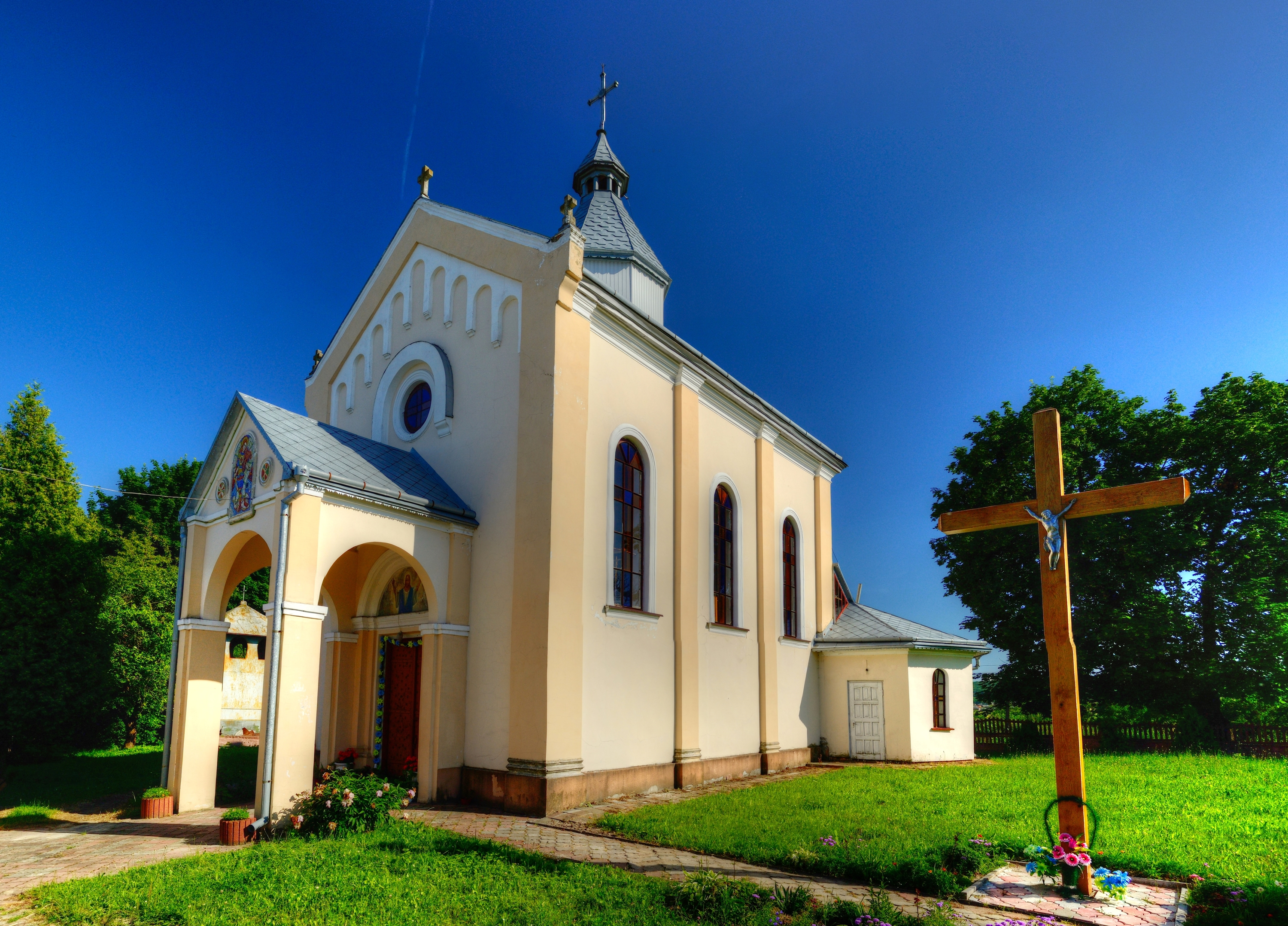

霍多爾基夫齊（烏克蘭語：Ходорківці），是烏克蘭西部的村莊，隸屬利維夫州的斯特雷區。該村面積0.96平方公里，海拔高度275米，2001年人口223，人口密度每平方公里232.29人。